# Rufina Benítez Estrada
Rufina Benítez Estrada (Arroyo Seco, Querétaro, 5 de mayo de 1970) es una médica y política mexicana, integrante del partido Movimiento Regeneración Nacional (Morena) y con anterioridad del Partido de la Revolución Democrática (PRD). Es diputada federal para el periodo de 2024 a 2027.

## Biografía
Es médico general egresada de la Universidad Autónoma de Querétaro (UAQ), de 1990 a 2000 ejerció su profesión en instituciones de la Secretaría de Salud de Querétaro. Fue miembro del PRD desde 1998 y en 2000 fue postulada y elegida regidora del ayuntamiento del municipio de Arroyo Seco que era presidido por Víctor Antero Torres Ibarra.
De 2000 a 2013 ejerció la medicina en su consultorio particular, en las elecciones estatales de 2009 fue candidata del PRD a presidenta municipal de Arroyo Seco, no logró la victoria que correspondió a su contrincante del Partido Acción Nacional (PAN) Ángel Atanacio Torres Balderas. En las elecciones federales de 2012 fue representante de casilla, y en 2014 dejó su militancia en el PRD y se unión a Morena.
De 2016 a 2022 volvió a ejercer su profesión de forma particular. En las elecciones federales de 2018 volvió a participar como promotora del voto y representante de casilla, así como en las consultas populares del gobierno del presidente Andrés Manuel López Obrador. El 21 de agosto de 2022 fue elegida presidenta estatal de Morena en Querétaro, y en las elecciones de 2024 fue postulada como candidata a diputada federal por el principio de representación proporcional, por la coalición Sigamos Haciendo Historia.
Fue elegida para la LXVI Legislatura de 2024 a 2027; en ella es secretaria de la comisión de Economía Social y Fomento del Cooperativismo; e integrante de la comisión de Desarrollo y Conservación Rural, Agrícola y Autosuficiencia Alimentaria.